# London Critics’ Circle Film Award/Bester britischer Darsteller
Seit 1992 wird bei den London Critics’ Circle Film Awards der beste britische Darsteller geehrt.
Bisher waren Ewan McGregor, Ralph Fiennes, Michael Fassbender und Andrew Garfield je zweimal erfolgreich.

## Preisträger
Anmerkung: Die Preisverleihung bezieht sich immer auf Filme des vergangenen Jahres, Preisträger von 2007 stammen also aus dem Filmjahr 2006.
| Jahr | Preisträger        | Film |
| 1992 | Alan Rickman       | Close My Eyes / Wie verrückt und aus tiefstem Herzen (Truly Madly Deeply) / Quigley der Australier (Quigley down under) / Robin Hood – König der Diebe (Robin Hood: Prince of Thieves) |
| 1993 | Daniel Day-Lewis   | Der letzte Mohikaner (The Last of the Mohicans) |
| 1994 | David Thewlis      | Nackt |
| 1995 | Ralph Fiennes      | Schindlers Liste (Schindler’s List) |
| 1996 | Nigel Hawthorne    | King George – Ein Königreich für mehr Verstand (The Madness of King George) |
| 1997 | Ewan McGregor      | Trainspotting – Neue Helden / Brassed Off – Mit Pauken und Trompeten / Jane Austens Emma / The Pillow Book                                                                             |
| 1998 | Robert Carlyle     | Ganz oder gar nicht (The Full Monty) / Face / Carla’s Song |
| 1999 | Brendan Gleeson    | Der General (The General) |
| 2000 | Jeremy Northam     | Happy, Texas / Ein perfekter Ehemann (An Ideal Husband) / Winslow Boy (The Winslow Boy)                                                                                                |
| 2001 | Jim Broadbent      | Topsy-Turvy – Auf den Kopf gestellt |
| 2002 | Ewan McGregor      | Moulin Rouge |
| 2003 | Hugh Grant         | About a Boy oder: Der Tag der toten Ente |
| 2004 | Paul Bettany       | Master & Commander – Bis ans Ende der Welt (Master and Commander: The Far Side of the World)                                                                                           |
| 2005 | Daniel Craig       | Enduring Love |
| 2006 | Ralph Fiennes      | Der ewige Gärtner (The Constant Gardener) |
| 2007 | Toby Jones         | Kaltes Blut – Auf den Spuren von Truman Capote |
| 2008 | James McAvoy       | Abbitte (Atonement) |
| 2009 | Michael Fassbender | Hunger |
| 2010 | Colin Firth        | A Single Man |
| 2011 | Christian Bale     | The Fighter |
| 2012 | Michael Fassbender | Eine dunkle Begierde / Shame |
| 2013 | Toby Jones         | Berberian Sound Studio |
| 2014 | James McAvoy       | Drecksau / Trance – Gefährliche Erinnerung / Enemies – Welcome to the Punch |
| 2015 | Timothy Spall      | Mr. Turner – Meister des Lichts |
| 2016 | Tom Hardy          | Legend / London Road / Mad Max: Fury Road / The Revenant – Der Rückkehrer |
| 2017 | Andrew Garfield    | Hacksaw Ridge – Die Entscheidung / Silence |
| 2018 | Daniel Kaluuya     | Get Out |
| 2019 | Rupert Everett     | The Happy Prince |
| 2020 | Robert Pattinson   | High Life / The King / Der Leuchtturm (The Lighthouse) |
| 2021 | Riz Ahmed          | Mogul Mowgli / Sound of Metal |
| 2022 | Andrew Garfield    | Tick, Tick… Boom! / The Eyes of Tammy Faye / Spider-Man: No Way Home / Mainstream |
| 2023 | Bill Nighy         | Living – Einmal wirklich leben |
| 2024 | Paul Mescal        | All of Us Strangers / God’s Creatures / Enemy / Carmen |